# Rozseč (okres Jihlava)
Obec Rozseč (německy Rosetsch) se nachází v okrese Jihlava v Kraji Vysočina. Žije zde 164 obyvatel.
Sousedními obcemi sídla jsou Jindřichovice, Bohuslavice, Markvartice, Zdeňkov, Vápovice, Stará Říše, Želetava a Svojkovice.

## Název
Název se vyvíjel od varianty Rossyecz (1349, 1372), Fraundorf (1372), Rossyeczka (1379), Rosyczka (1394), v Rosseczy (1466), na Roseczy (1573), z Roseczie (1575), Rosecžy (1678), Rossecžy (1718), Rosetz (1720, 1751), Rosetsch a Roseč (1846), Rosetsch a Rozseč (1872), Roseč (1881) až k podobě Rozseč v roce 1924. Ve středověku nesla zdrobnělý název Rozsíčka, aby došlo k rozlišení od nedaleké Velké Lhoty, která se v té době nazývala Lhota Rozseč. Místní název pochází z apelativa rozseč (staročesky rozsěč) a znamenalo místo, kde je rozsekán les či porost.

## Historie
První písemná zmínka o obci pochází z roku 1349.

## Přírodní poměry
Rozseč leží v okrese Jihlava v Kraji Vysočina. Nachází se 2,5 km jižně od Markvartic, 19 km jihozápadně od Třebíče a 2 km od Svojkovic, 4 km severozápadně od Želetavy a 2,5 km od Jindřichovic, 1,5 km severně od Zdeňkova, 4,5 km severovýchodně od Nové Říše a 3 km od Bohuslavic, 2,5 km východně od Vápovic a 3 km jihovýchodně od Staré Říše.
Geomorfologicky je oblast součástí Česko-moravské subprovincie, konkrétně Křižanovské vrchoviny a jejího podcelku Brtnická vrchovina, v jejíž rámci spadá pod geomorfologický okrsek Markvartická pahorkatina. Průměrná nadmořská výška činí 596 metrů. Nejvyšší bod, Seč (655 m n. m.), stojí severovýchodně od obce. Východně leží vrch Špička (647 m n. m.). Východně od obce protéká Otvrňský potok, na němž se jihovýchodně od Rozseče rozkládá Nový rybník. Přímo Rozsečí protéká bezejmenný potok, na němž severozápadně od vsi stojí Obecní rybník, tento potok se poté jižně od obce vlévá do Otvrňského potoka, do něhož rovněž na jihu vtéká bezejmenný tok, který tvoří jihovýchodní hranici katastru. Část severovýchodní hranice území tvoří Vápovka.

## Obyvatelstvo
Podle sčítání 1930 zde žilo v 89 domech 391 obyvatel. 390 obyvatel se hlásilo k československé národnosti. Žilo zde 391 římských katolíků.
| Rok            | 1869 | 1880 | 1890 | 1900 | 1910 | 1921 | 1930 | 1950 | 1961 | 1970 | 1980 | 1991 | 2001 | 2011 |
| Počet obyvatel | 466  | 403  | 404  | 376  | 396  | 370  | 391  | 312  | 296  | 257  | 222  | 207  | 197  | 179  |

## Obecní správa a politika
Obec leží na katastrálním území Rozseč u Třešti a je členem mikroregionů Telčsko a Sdružení pro likvidaci komunálního odpadu Borek a místní akční skupiny Mikroregionu Telčsko.
Obec má sedmičlenné zastupitelstvo, v jehož čele stojí starosta Jiří Svoboda.
| Období    | Voliči | Účast v % | Mandáty | Výsledky                                                    | Starosta      |
| --------- | ------ | --------- | ------- | ----------------------------------------------------------- | ------------- |
| 2002–2006 | 148    | 64,19     | 7       | 4 SNK 3 KDU-ČSL                                             | Radovan Zejda |
| 2006–2010 | 144    | 68,75     | 7       | 5 SNK 2 KDU-ČSL                                             | Radovan Zejda |
| 2010–2014 | 146    | 76,71     | 7       | 4 SNK I. 3 SNK II.                                          | Jiří Svoboda  |
| 2014–2018 | 157    | 68,79     | 7       | 3 NEZÁVISLÍ II 2 SDRUŽENÍ NEZÁVISLÝCH KANDIDÁTŮ 2 NEZÁVISLÍ | Jiří Svoboda  |

## Hospodářství a doprava
V obci sídlí firmy AGROSLUŽBY Rozseč s.r.o., ROZDOS s.r.o., HMK-STAV, s.r.o., Hospodářská společnost Rozseč, spol. s r.o., pobočka České pošty, zemědělec Jan Knotek a krejčovství. Obcí prochází silnice III. třídy č. 4073 z Bohuslavic do Svojkovic. Dopravní obslužnost zajišťují dopravci ICOM transport a ČSAD Jindřichův Hradec. Autobusy jezdí ve směrech Dačice, Nová Říše, Stará Říše, Telč, Jihlava, Želetava a Budeč. Obcí prochází cyklistická trasa č. 5092 ze Staré Říše do Zdeňkova.

## Školství, kultura a sport
Děti dojíždějí na první stupeň základní školy do Nové Říše. Sbor dobrovolných hasičů Rozseč vznikl roku 1921 a v roce 2014 měl 55 členů.

## Pamětihodnosti
- Kostel Nejsvětějšího Srdce Páně
- Kamenný kříž z roku 1908 (u kostela)
- Kamenný kříž (u čp. 79)
- Výklenková kaplička (v obci u čp. 89)
- Výklenková kaplička (na silnici u Bohuslavic)
- Boží muka v polích
- Pamětní kámen v polích

## Galerie

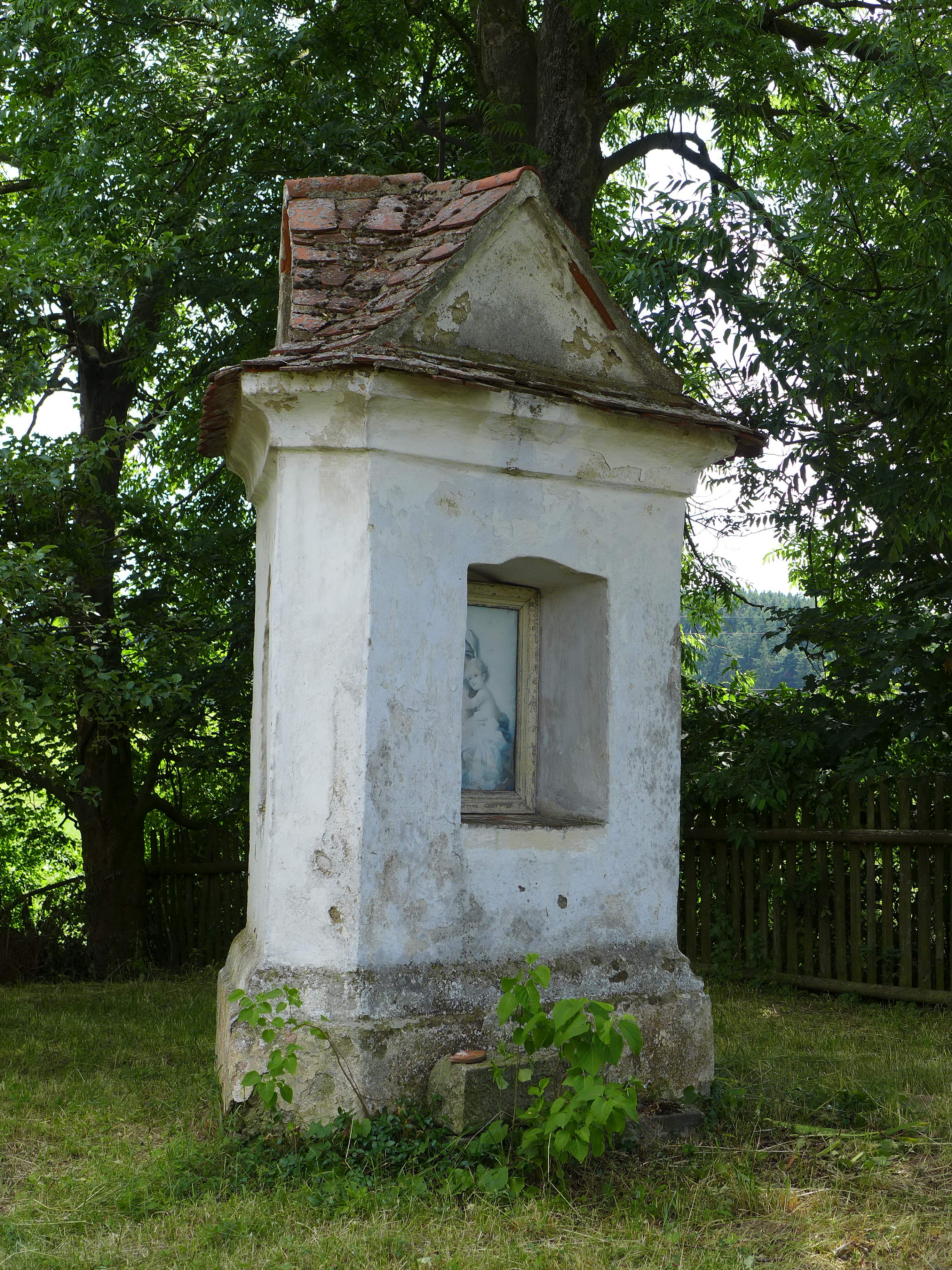
Výklenková kaplička (u čp. 89)
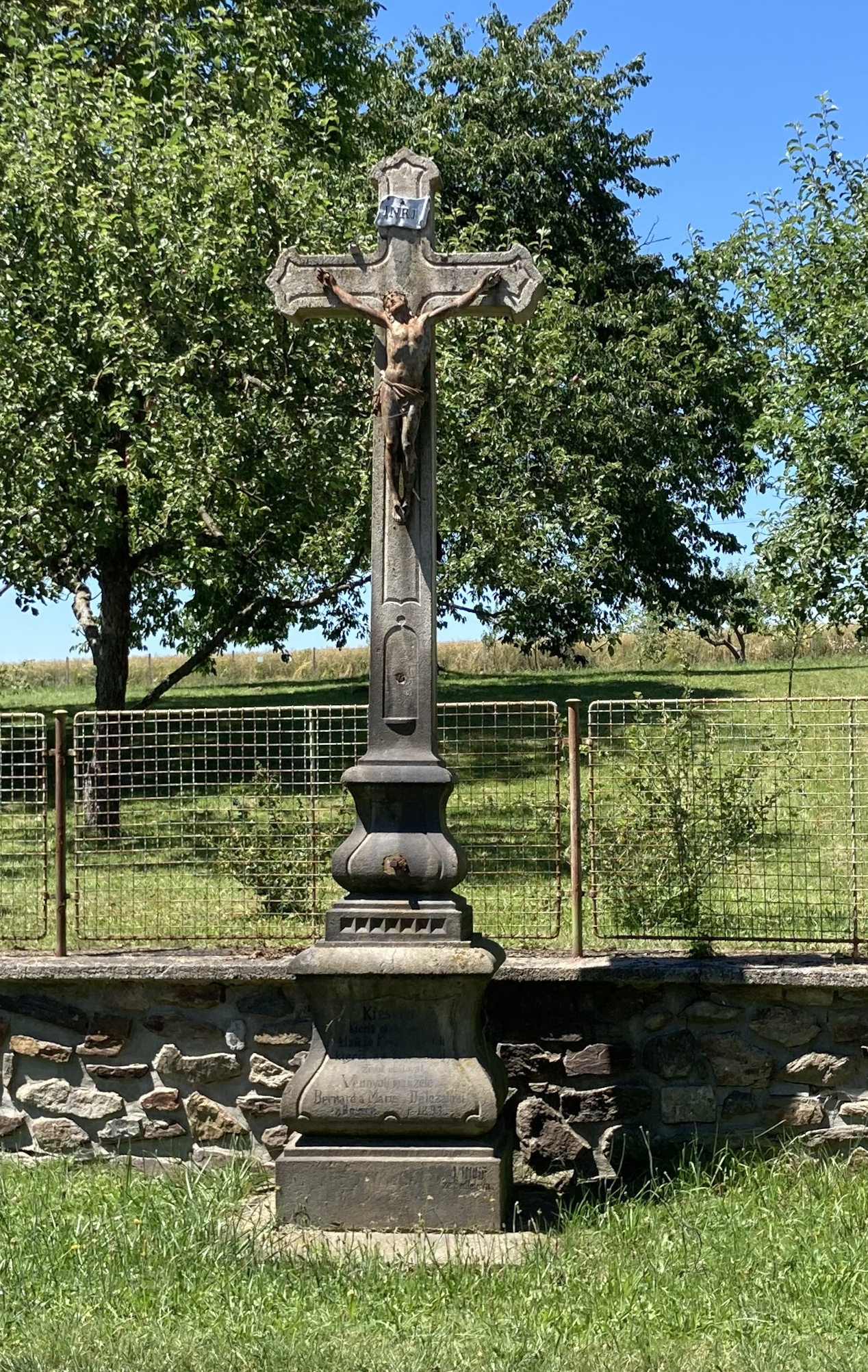
Kamenný kříž u čp. 79
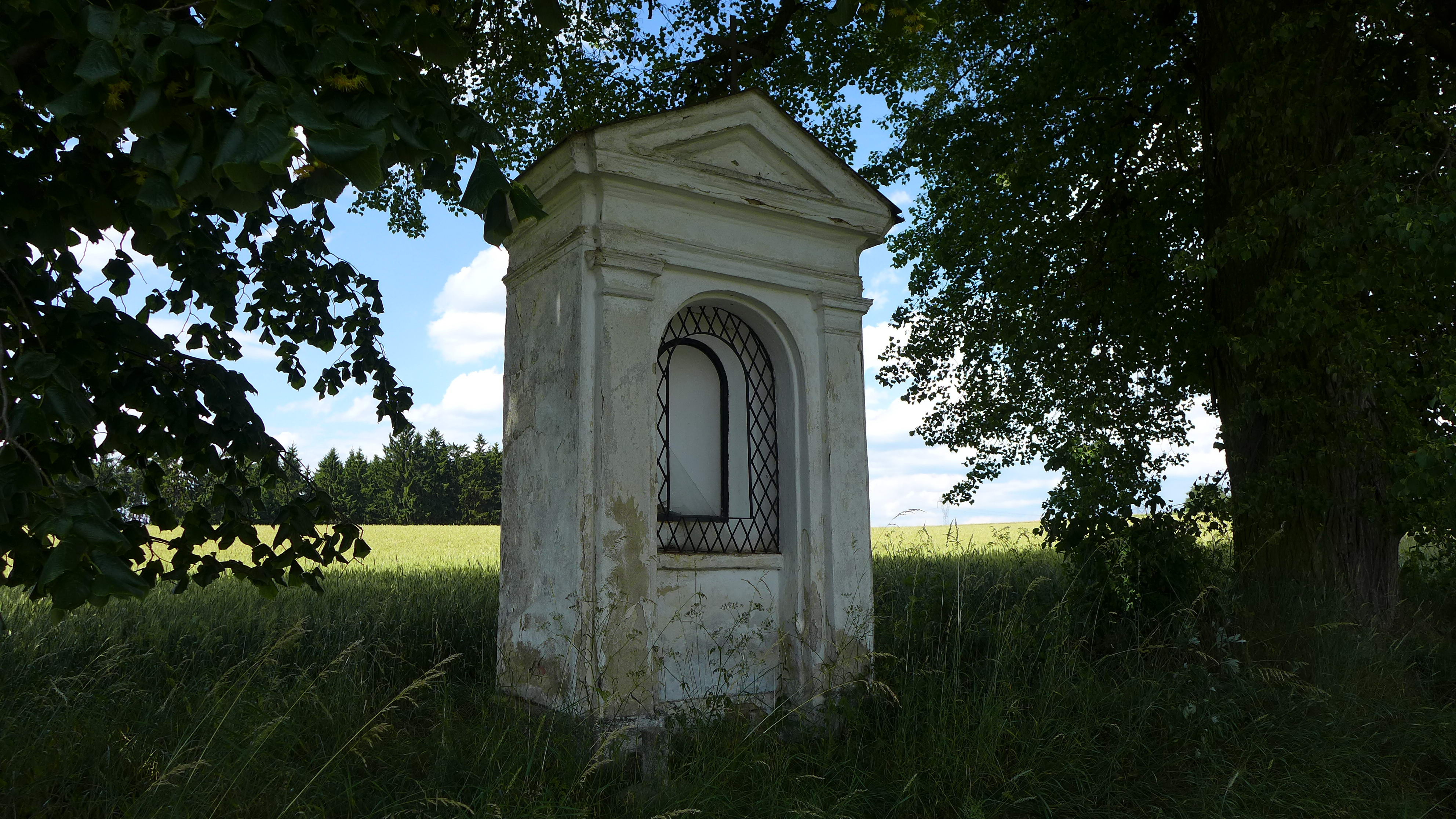
Výklenková kaplička u Bohuslavic
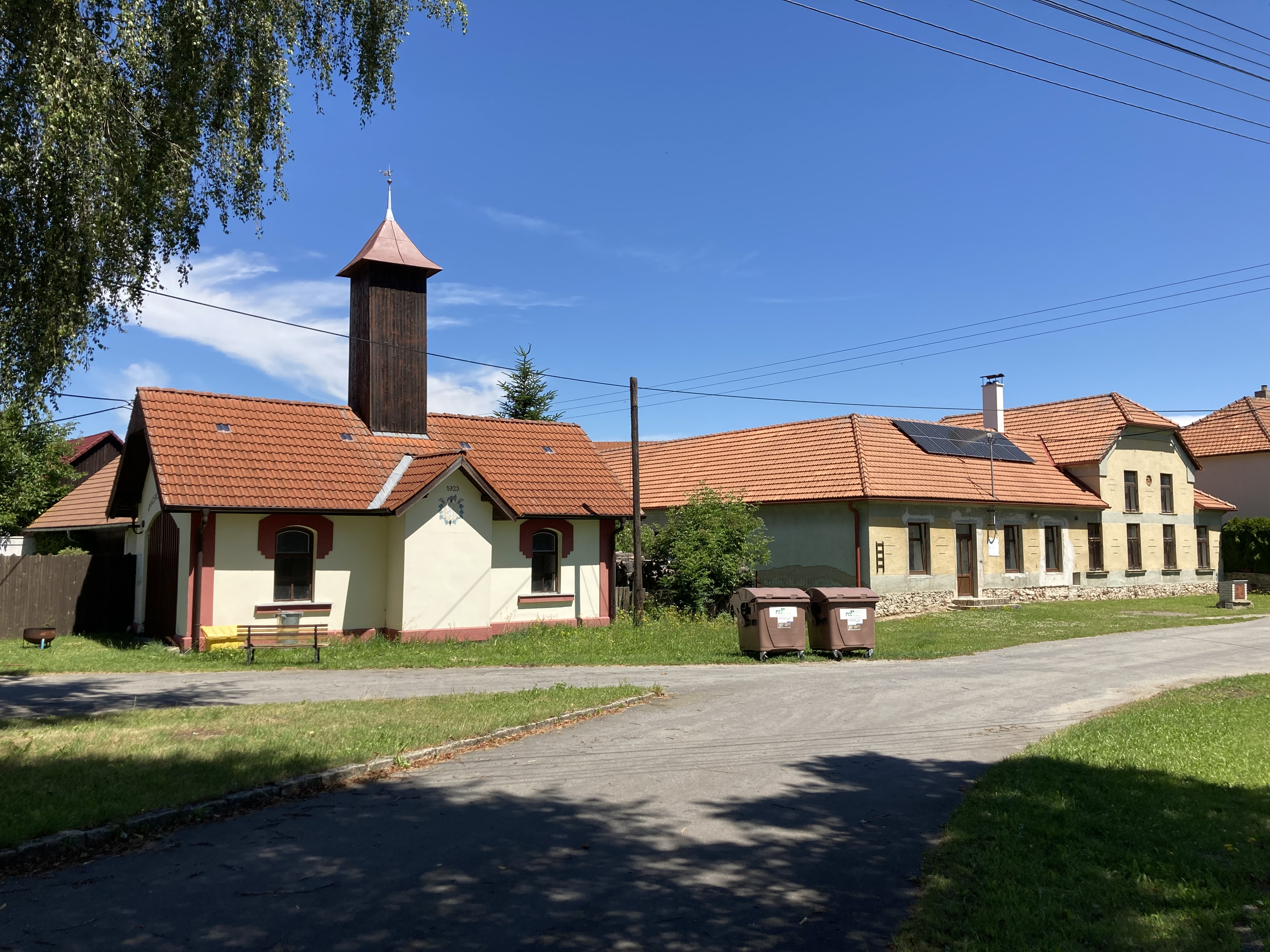
Hasičská zbrojnice
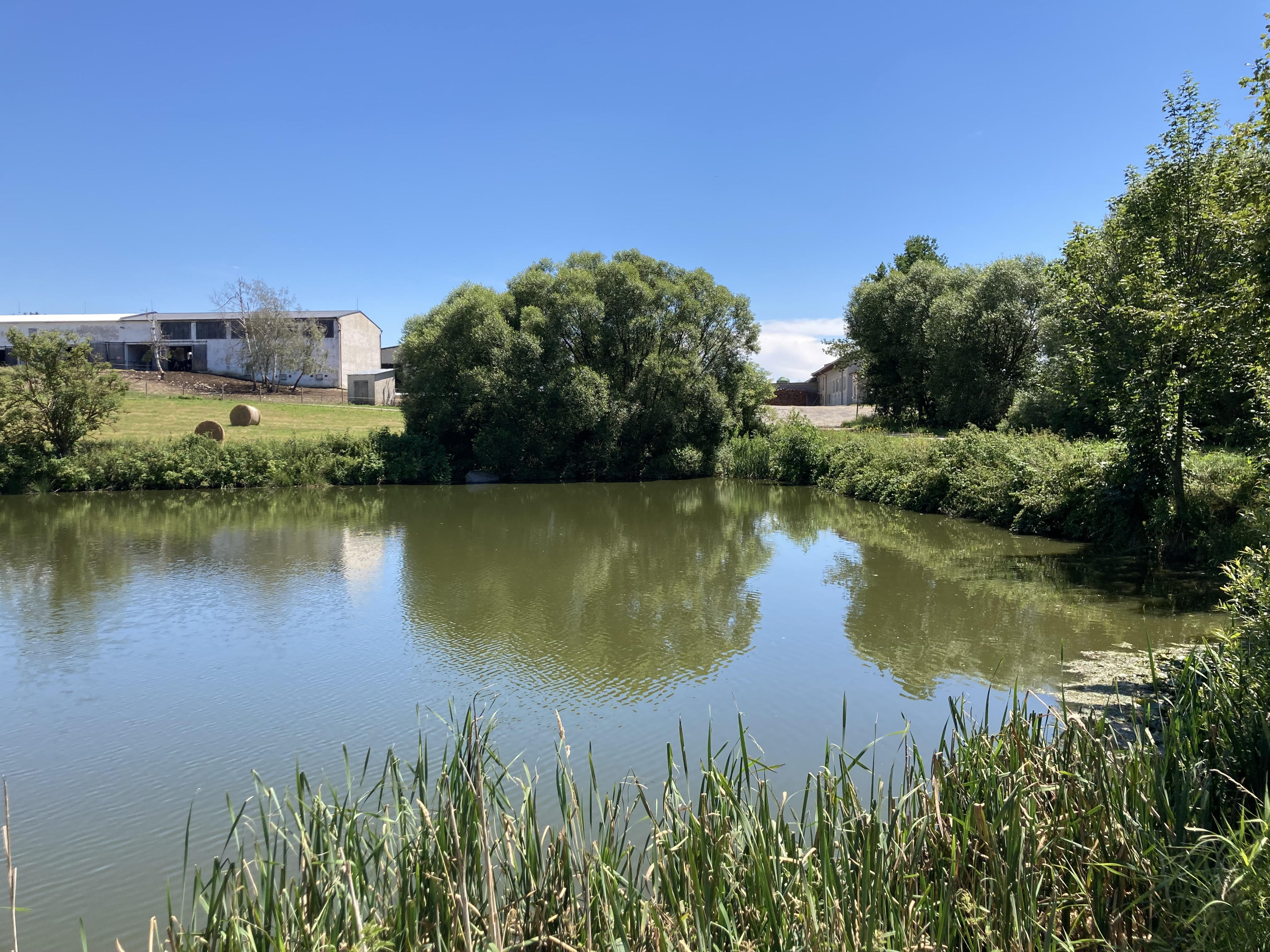
Bezejmenný rybník v jižní části obce
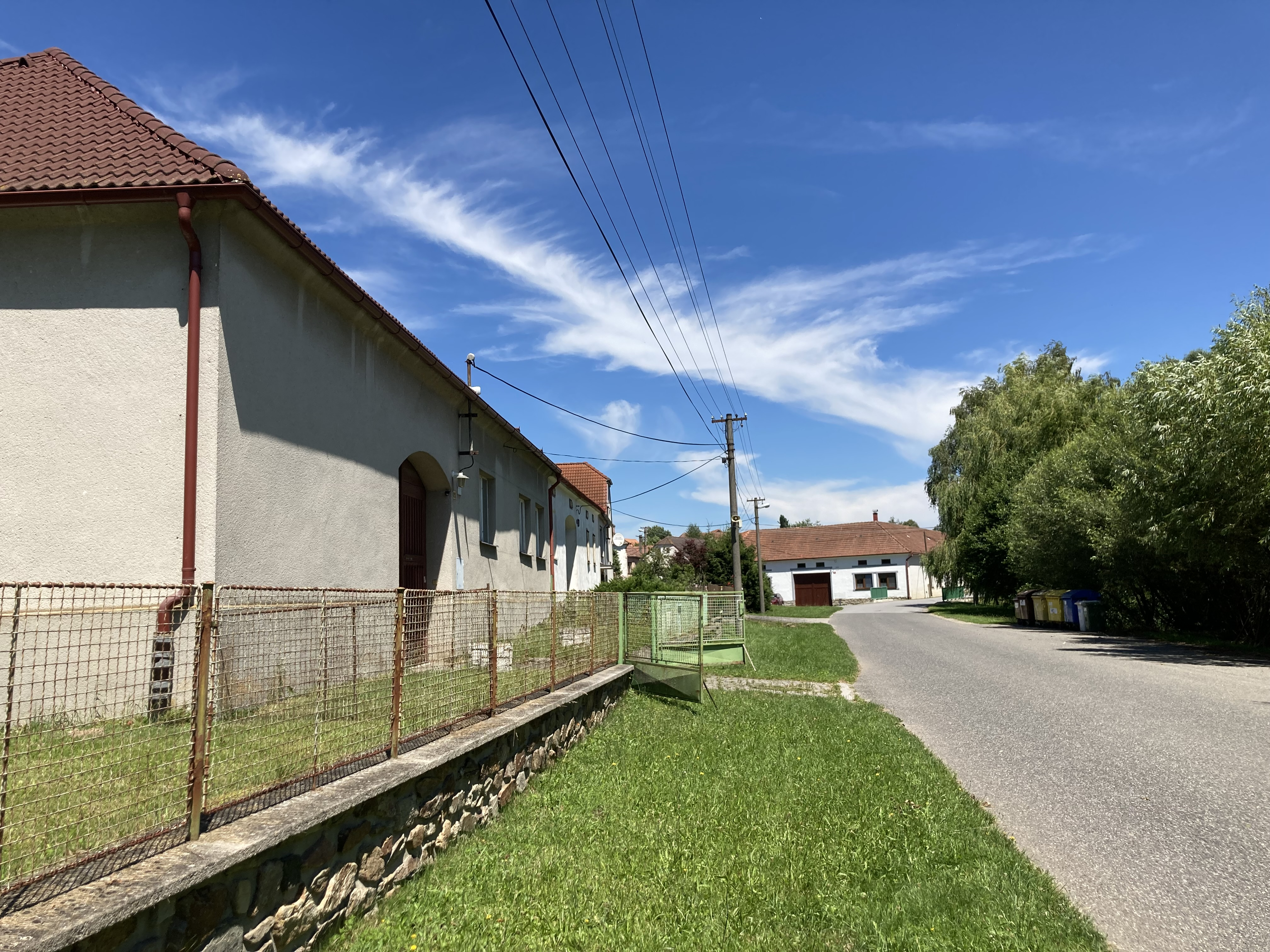
Čp. 32, 42, 33